# كوكب ملك الوحوش
كوكب ملك الوحوش (باليابانية: 獣王星 جو-أو-سي) هي سلسلة مانغا من تأليف ناتسومي إيتسكي، و 11 حلقة أنمي عرضت للمرة الأولى في 13 أبريل على تلفزيون فوجي في اليابان.

## طاقم إنتاج الأنمي
- الإخراج: هيروشي نيشيكيوري
- تأليف النص الرئيسي: ريكو يوشيدا
- تصميم الشخصيات: هيروشي أوساكا
- الموسيقى: هاجيمي ميزوغتشي
- إنتاج الموسيقى: سوني ميوزيك إنترتينمنت
- إخراج الصوت: ماسافمي ميما
- إنتاج الرسوم المتحركة: بونز
- إنتاج: لجنة إنتاج كوكب ملك الوحوش

## وصلات خارجية
- كوكب ملك الوحوش على موقع IMDb (الإنجليزية)
- كوكب ملك الوحوش على موقع ليتربوكسد (الإنجليزية)
- كوكب ملك الوحوش على موقع كينوبويسك (الروسية)
- كوكب ملك الوحوش على موقع قاعدة بيانات الفيلم (الإنجليزية)
- كوكب ملك الوحوش على موقع ANN anime (الإنجليزية)
- كوكب ملك الوحوش على موقع ANN manga (الإنجليزية)